# Barcice (województwo mazowieckie)
Barcice – wieś w Polsce położona w województwie mazowieckim, w powiecie wyszkowskim, w gminie Somianka. Ma status sołectwa.

## Historia
Prywatna wieś duchowna położona była w drugiej połowie XVI wieku w powiecie kamienieckim ziemi nurskiej województwa mazowieckiego.
W 1827 roku we wsi znajdowało się 18 domów, zamieszkiwały w niej 134 osoby. W pobliżu wsi znajdował się bród na Narwi.
W latach 1975–1998 miejscowość administracyjnie należała do województwa ostrołęckiego.
| SIMC    | Nazwa         | Rodzaj     |
| ------- | ------------- | ---------- |
| 0520024 | Kępa Barcicka | przysiółek |

Mieszkańcy wyznania rzymskokatolickiego należą do parafii św. Stanisława w Barcicach z siedzibą w Somiance.
W miejscowości znajdują się obiekty wpisane do rejestru zabytków. Są to: 
- drewniany kościół filialny pod wezwaniem św. Stanisława Biskupa z 2. połowy XVIII wieku oraz dzwonnica przy kościele (oba zabytki mają nr rej. A-425 z 2 kwietnia 1962);
- cmentarz rzymskokatolicki (nr rej. A-549 z 13 stycznia 1986)
- otoczenie zabytkowego drewnianego kościoła i dzwonnicy wraz z cmentarzem przykościelnym i kamiennym ogrodzeniem na terenie dz. nr ew. 724/3 (nr rej. A-1013, decyzja z 1 kwietnia 2011)
- nagrobek Wiktora Deplewskiego, proboszcza parafii Barcice (1910), oraz starodrzew na cmentarzu (nr rej. 257, decyzja z 20 stycznia 1994)[11].